# Höhenkirchen-Siegertsbrunn
Höhenkirchen-Siegertsbrunn település Németországban, azon belül Bajorországban. Lakosainak száma 11 417 fő (2023. december 31.). Höhenkirchen-Siegertsbrunn Hohenbrunn, Brunnthal, Grasbrunn, Oberpframmern, Egmating és Aying községekkel határos.

## Népesség
A település népessége az elmúlt években az alábbi módon változott:
| Lakosok száma | 213  | 1376 | 3076 | 5861 | 10 219 | 10 478 | 10 686 | 10 910 | 11 166 | 11 417 |
|               | 1875 | 1950 | 1975 | 1987 | 2012   | 2014   | 2016   | 2017   | 2021   | 2023   |